# Hornsby Shire
Hornsby Shire är en kommun i Australien. Den ligger i delstaten New South Wales, i den sydöstra delen av landet, omkring 32 kilometer norr om delstatshuvudstaden Sydney. Antalet invånare var 142 667 vid folkräkningen 2016. Arean är 462 kvadratkilometer.
Följande samhällen finns i Hornsby Shire:
- Hornsby
- Beecroft
- Mount Colah
- Pennant Hills
- Hornsby Heights
- Berowra Heights
- North Epping
- Berowra
- Asquith
- Glenorie
- Galston
- Arcadia
- Berrilee
- Dangar Island
- Canoelands
- Berowra Creek
- Milsons Passage